# Colibri sombre
Phaeoptila sordida
Genre
Espèce
Statut de conservation UICN

 LC  : Préoccupation mineure
Statut CITES
Le Colibri sombre (Phaeoptila sordida) est une espèce de colibris de la sous-famille des Trochilinae et de la tribu des Trochilini.

## Distribution
Cet oiseau est endémique du Mexique.

Carte de répartition de l'espèce

## Référence
(en) « Neotropical Birds Online », Cornell Lab of Ornithology, 28 juin 2011